# Charlotte Lee
Charlotte Lee (13 mars 1678 – 22 janvier 1721) est une noble anglaise, et petite-fille du roi Charles II d'Angleterre et de sa maîtresse Barbara Palmer. Elle épouse en 1699, Benedict Calvert, dont elle s'est séparée en 1705; elle épouse plus tard Christopher Crowe. Elle est la mère de Charles Calvert, et de Benedict Leonard Calvert, gouverneur du Maryland de 1727 à 1731.

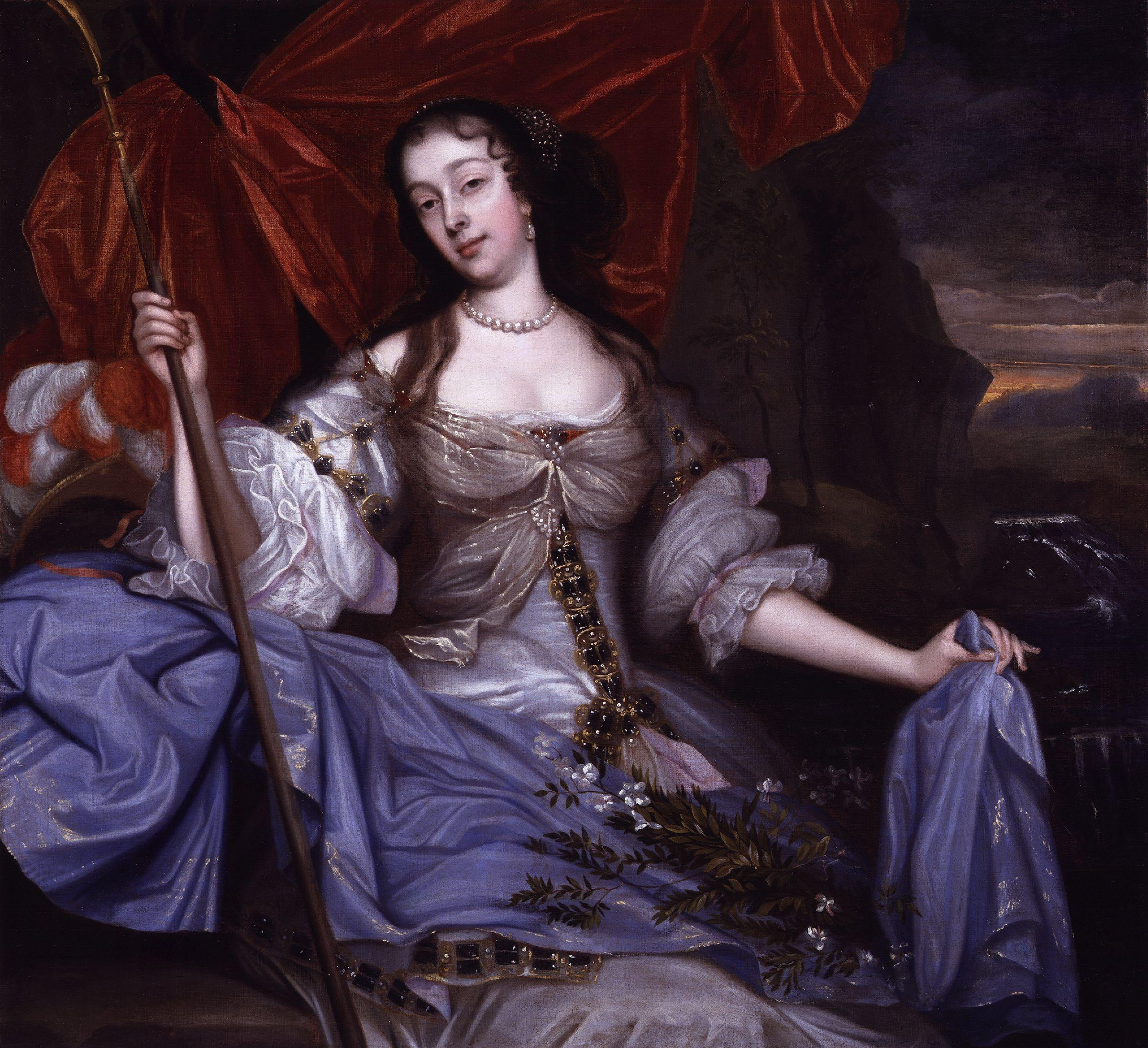
Charlotte Lee était la petite-fille du roi Charles II d'Angleterre et de sa maîtresse Barbara Villiers.

## Famille
Lady Charlotte Lee est née le 13 mars 1678 à St James's Park, St James, Londres. Elle est l'aînée d'au moins quatorze enfants d'Edward Lee (1er comte de Lichfield) (4 février 1663 – 14 juillet 1716) et de lady Charlotte FitzRoy (5 septembre 1664 – 17 février 1718), fille illégitime du roi Charles II par sa maîtresse Barbara Villiers, comtesse de Castlemaine, duchesse de Cleveland.
Sa mère a quatorze ans à l'époque de sa naissance, ayant épousé le comte de Lichfield, à l'âge de treize ans. Son père n'a que quinze ans à l'époque de sa naissance. Ses grands-parents paternels sont sir Francis Henry Lee de Ditchley, 4e baronnet de Quarendon et Elisabeth le Pape, fille de Thomas Pape, 2e comte de Downe.

## Le mariage avec Lord Baltimore
Le 2 janvier 1699, à l'âge de vingt ans, elle épouse son premier mari, Benedict Leonard Calvert, 4e baron de Baltimore (21 mars 1679 – 16 avril 1715), fils de Charles Calvert (3e baron Baltimore) et Jane Lowe.
Charlotte prend le titre de lady Baltimore en février 1715, lorsque son mari devient le 4e baron de Baltimore à la mort de son père, le troisième baron. Le titre de gouverneur de la Province du Maryland a été perdu par le troisième baron lors de la Glorieuse Révolution et allait être restauré pour Charles Calvert, le fils de Charlotte et Benedict, lors de la mort de ce dernier, le 16 avril 1715.
Charlotte et Lord Baltimore a eu six enfants:
- Charles Calvert 18e gouverneur du Maryland, FRS (29 septembre 1699 – 24 avril 1751), marié à Marie Janssen, fille de sir Théodore Janssen, 1er baronnet Janssen et Williamsa Henley[3], par qui il a eu trois enfants, dont Frederick Calvert, Louisa Calvert, et Caroline Calvert. Il avait également un fils illégitime, Benedict Swingate Calvert (en), qui s'est installé dans le Maryland, et épousa Elizabeth Calvert
- Benedict Leonard Calvert, gouverneur du Maryland, (1727-1731). Il est décédé le 1er juin 1732 lors son passage en Angleterre
- L'honorable Edward Henry Calvert (né ca. 1700), commissaire général et président du conseil du Maryland, était marié sans descendance.
- L'honorable Charlotte Calvert (morte en décembre 1744), a épousé Thomas Breerwood, par qui elle a eu un fils, François Breerwood
- L'honorable Jane Calvert (morte en juillet 1778), mariée John Hyde, par qui elle avait John Hyde, Henry Hyde et Mary Calvert Hyde, épouse de George Mitchell et mère de George Calvert Mitchell, 1er comte de Royalton
- L'honorable Cecil Calvert (né en 1702)

Charlotte et lord Baltimore, divorcent en 1705 Charlotte a une liaison en 1706 avec le colonel Robert Fielding (en).

## Le mariage de Christopher Crowe
Elle épouse son deuxième mari, Christopher Crowe (c. 1681 – 9 novembre 1749), consul à Livourne, peu avant le 10 décembre 1719. Charlotte a trois ans de plus que son mari. De ce mariage naissent plus de quatre enfants.

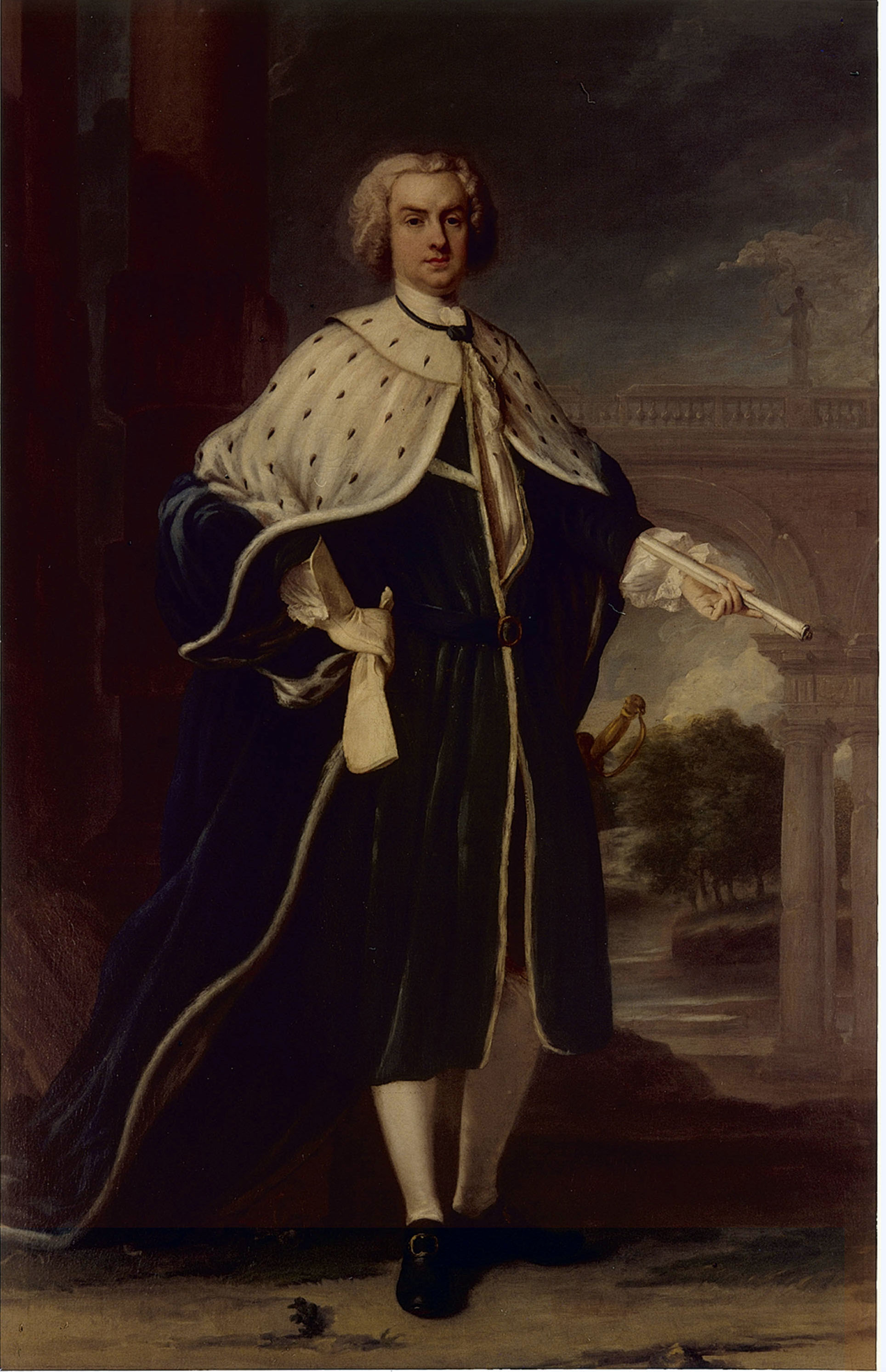
Charles Calvert, 5e baron de Baltimore, fils aîné de Charlotte Lee et son premier mari, Benoît Leonard Calvert, 4e baron de Baltimore

- Christopher Crowe (1716-1776), épouse Barbara Duncombe
- Catherine Crowe (1717 – ?), mariée à Roger Henry Gale
- Charlotte Crowe (1718-1742)
- George Crowe (25 novembre 1719 – 10 octobre 1782), marié à Anne Swift, par qui il a un fils, Robert

Charlotte Lee est morte de rhumatismes le 22 janvier 1721 à Woodford Hall, Woodford, Essex. Elle est enterrée à Woodford, le 29 janvier 1721.

## Dans la fiction
Charlotte Lee apparaît comme un personnage mineur dans le roman historique d'Anya Seton Diable de l'Eau.